# Super Game Boy
Super Game Boy lanserades i juni 1994, och är ett tillbehör som gör det möjligt att spela spel till Game Boy på en Super Nintendo Entertainment System-enhet.

### Fotnoter
1. ↑  ”The Future of 8-Bit Gaming” (på engelska). Kyle's Nintendo Page. http://www.angelfire.com/in/kylenin/GBCOLORfeature.html. Läst 19 maj 2015.